# سری آ ۱۹–۲۰۱۸
سری آ ۱۹–۲۰۱۸ (به دلایل حمایت مالی به‌عنوان سری آ TIM شناخته می‌شود) صد و هفدهمین فصل فوتبال برتر ایتالیا، هشتاد و هفتمین دوره در یک تورنمنت دور برگشت و نهمین فصل از زمان برگزاری آن تحت کمیته لیگ جدا از سری بی بود. یوونتوس هفت بار مدافع عنوان قهرمانی بود و پس از پیروزی مقابل فیورنتینا در ۲۰ آوریل ۲۰۱۹ از عنوان خود دفاع کرد. این فصل از ۱۸ اوت ۲۰۱۸ تا ۲۶ مه ۲۰۱۹ اجرا شد.